# لسان الثور المتموج
لسان الثور المتموج (باللاتينية: Anchusa undulata) نوع نباتي يتبع جنس لسان الثور من الفصيلة الحِمحِمية.

## البيئة والانتشار
موطنه غرب حوض البحر الأبيض المتوسط، حيث ينتشر في المغرب العربي وإسبانيا والبرتغال واليونان.

## مرادفات للاسم العلمي
- (باللاتينية: Anchusa undulata var. subvelutina Cout.)